# Pablo Cuevas
Pablo Gabriel Cuevas Urroz (* 1. ledna 1986 Concordia, Entre Ríos) je uruguayský profesionální tenista narozený v Argentině. S Peruáncem Luisem Hornou zvítězil ve čtyřhře French Open 2008. Ve své dosavadní kariéře na okruhu ATP Tour vyhrál šest singlových a devět deblových turnajů. Na challengerech ATP a okruhu ITF získal šestnáct titulů ve dvouhře a dvacet jedna ve čtyřhře.
Na žebříčku ATP byl ve dvouhře nejvýše klasifikován v srpnu 2016 na 19. místě a ve čtyřhře pak v dubnu 2009 na 14. místě. Trénují ho Alberto Mancini a Facundo Savio.
S Peruáncem Luisem Hornou si zahráli čtyřhřu na Turnaji mistrů 2008, kde postoupili z červené základní skupiny do semifinále. V něm je vyřadila kanadsko-srbská dvojice Daniel Nestor a Nenad Zimonjić.
Člena elitní světové desítky poprvé porazil na Miami Masters 2011, kde ve druhém kole přehrál osmého hráče žebříčku Američana Andyho Roddicka. Světové pětky zdolal na China Open 2015 a Rio Open 2016. V prvním případě porazil českého tenistu Tomáše Berdycha a ve druhém Španěla Rafaela Nadala. Na Monte-Carlo Rolex Masters 2017, kde vyhrál deblovou trofej, zdolal ve třetím kole dvouhry světovou trojku Stana Wawrinku ze Švýcarska.
V uruguayském daviscupovém týmu debutoval v roce 2004 utkáním 2. skupiny Americké zóny proti Haiti, v němž vyhrál obě dvouhry a se Sansonettim prohrál čtyřhru. Uruguayci zvítězili 3:2 na zápasy. Do listopadu 2019 v soutěži nastoupil k dvaceti mezistátním utkáním s bilancí 26–6 ve dvouhře a 12–4 ve čtyřhře.
Uruguay reprezentoval na Letních olympijských hrách 2016 v Riu de Janeiru, kde v mužské dvouhře startoval jako jedenáctý nasazený. Po výhře nad Gruzíncem Nikolozem Basilašvilim vypadl ve druhém kole s Brazilcem Thomazem Belluccim.

## Finále na Grand Slamu

### Čtyřhra: 1 (1–0)
| Stav  | rok  | turnaj      | povrch | spoluhráč  | soupeři ve finále            | výsledek |
| ----- | ---- | ----------- | ------ | ---------- | ---------------------------- | -------- |
| Vítěz | 2008 | French Open | antuka | Luis Horna | Daniel Nestor Nenad Zimonjić | 6–2, 6–3 |

## Finále na okruhu ATP Tour
| Legenda (před/od 2009)                                      |
| D – dvouhra; Č – čtyřhra                                    |
| Grand Slam (1–0 Č)                                          |
| Turnaj mistrů (0–0)                                         |
| ATP Masters Series / ATP Tour Masters 1000 (0–0)            |
| ATP International Series Gold / ATP Tour 500 (1–1 D; 2–2 Č) |
| ATP International Series / ATP Tour 250 (5–3 D; 4–6 Č)      |

### Dvouhra: 10 (6–4)
| Stav      | č. | datum             | turnaj                         | povrch     | soupeř ve finále     | výsledek           |
| --------- | -- | ----------------- | ------------------------------ | ---------- | -------------------- | ------------------ |
| Vítěz     | 1. | 13. července 2014 | Bastad, Švédsko                | antuka     | João Sousa           | 6–2, 6–1           |
| Vítěz     | 2. | 27. července 2014 | Umag, Chorvatsko               | antuka     | Tommy Robredo        | 6–3, 6–4           |
| Vítěz     | 3. | 15. února 2015    | Sao Paolo, Brazílie            | antuka (h) | Luca Vanni           | 6–4, 3–6, 7–6(7–4) |
| Finalista | 1. | 2. května 2015    | Istanbul, Turecko              | antuka     | Roger Federer        | 3–6, 6–7(11–13)    |
| Vítěz     | 4. | 21. února 2016    | Rio de Janeiro, Brazílie       | antuka     | Guido Pella          | 6–4, 6–7(5–7), 6–4 |
| Vítěz     | 5. | 28. února 2016    | Sao Paolo, Brazílie (2)        | antuka     | Pablo Carreño Busta  | 7–6(7–4), 6–3      |
| Finalista | 2. | 25. června 2016   | Nottingham, Spojené království | tráva      | Steve Johnson        | 6–7(5–7), 5–7      |
| Finalista | 3. | 17. července 2016 | Hamburk, Německo               | antuka     | Martin Kližan        | 1–6, 4–6           |
| Vítěz     | 6. | 8. března 2017    | Sao Paolo, Brazílie (3)        | antuka     | Albert Ramos-Viñolas | 6–7(3–7), 6–4, 6–4 |
| Finalista | 4. | 5. května 2019    | Estoril, Portugalsko           | antuka     | Stefanos Tsitsipas   | 3–6, 6–7(4–7)      |

### Čtyřhra: 17 (9–8)
| Stav      | č. | datum             | turnaj                         | povrch    | spoluhráč           | soupeři ve finále                          | výsledek                   |
| --------- | -- | ----------------- | ------------------------------ | --------- | ------------------- | ------------------------------------------ | -------------------------- |
| Finalista | 1. | 20. dubna 2008    | Houston, Spojené státy         | antuka    | Marcel Granollers   | Ernests Gulbis Rainer Schüttler            | 5–7, 6–7(3–7)              |
| Vítěz     | 1. | 7. června 2008    | French Open, Paříž, Francie    | antuka    | Luis Horna          | Daniel Nestor Nenad Zimonjić               | 6–2, 6–3                   |
| Vítěz     | 2. | 7. února 2009     | Viña del Mar, Chile            | antuka    | Brian Dabul         | František Čermák Michal Mertiňák           | 6–3, 6–3                   |
| Vítěz     | 3. | 25. října 2009    | Moskva, Rusko                  | tvrdý (h) | Marcel Granollers   | František Čermák Michal Mertiňák           | 4–6, 7–5, [10–8]           |
| Vítěz     | 4. | 14. února 2010    | Costa do Sauípe, Brazílie      | antuka    | Marcel Granollers   | Łukasz Kubot Oliver Marach                 | 7–5, 6–4                   |
| Finalista | 2. | 9. května 2010    | Estoril Open, Portugalsko      | antuka    | Marcel Granollers   | Marc López David Marrero                   | 7–6(7–1), 4–6, [4–10]      |
| Finalista | 3. | 29. září 2013     | Kuala Lumpur, Malajsie         | tvrdý (h) | Horacio Zeballos    | Eric Butorac Raven Klaasen                 | 2–6, 4–6                   |
| Finalista | 4. | 16. února 2014    | Buenos Aires, Argentina        | antuka    | Horacio Zeballos    | Marcel Granollers Marc López               | 5–7, 4–6                   |
| Finalista | 5. | 4. května 2014    | Estoril, Portugalsko (2)       | antuka    | David Marrero       | Santiago González Scott Lipsky             | 3–6, 6–3, [8–10]           |
| Vítěz     | 5. | 17. května 2015   | Řím, Itálie                    | antuka    | David Marrero       | Marcel Granollers Marc López               | 6–4, 7–5                   |
| Finalista | 6. | 27. června 2015   | Nottingham, Spojené králvoství | tráva     | David Marrero       | Chris Guccione André Sá                    | 2–6, 5–7                   |
| Finalista | 7. | 24. dubna 2016    | Barcelona, Španělsko           | antuka    | Marcel Granollers   | Bob Bryan Mike Bryan                       | 5–7, 5–7                   |
| Vítěz     | 6. | 25. února 2017    | Rio de Janeiro, Brazílie       | antuka    | Pablo Carreño Busta | Juan Sebastián Cabal Robert Farah          | 6–4, 5–7, [10–8]           |
| Vítěz     | 7. | 23. dubna 2017    | Monte-Carlo, Monako            | antuka    | Rohan Bopanna       | Feliciano López Marc López                 | 6–3, 3–6, [10–4]           |
| Finalista | 8. | 30. července 2017 | Hamburk, Německo               | antuka    | Marc López          | Ivan Dodig Mate Pavić                      | 3–6, 4–6                   |
| Vítěz     | 8. | 5. srpna 2017     | Kitzbühel, Rakousko            | antuka    | Guillermo Durán     | Hans Podlipnik-Castillo Andrej Vasilevskij | 6–4, 4–6, [12–10]          |
| Vítěz     | 9. | 29. října 2017    | Vídeň, Rakousko                | tvrdý (h) | Rohan Bopanna       | Marcelo Demoliner Sam Querrey              | 7–6(9–7), 6–7(4–7), [11–9] |

## Postavení na konečném žebříčku ATP

### Dvouhra
| Rok    | 2004 | 2005   | 2006   | 2007   | 2008 | 2009 | 2010  | 2011   | 2012 | 2013 | 2014  | 2015  | 2016  | 2017  | 2018  |
| Pořadí | 844. | ▲ 411. | ▲ 266. | ▲ 117. | —    | 50.  | ▲ 63. | ▲ 142. | —    | 221. | ▲ 30. | ▼ 40. | ▲ 22. | ▼ 32. | ▼ 89. |

### Čtyřhra
| Rok    | 2004  | 2005   | 2006   | 2007  | 2008 | 2009 | 2010  | 2011   | 2012 | 2013 | 2014  | 2015  | 2016  | 2017  | 2018  |
| Pořadí | 1119. | ▲ 352. | ▲ 193. | ▲ 59. | —    | 40.  | ▲ 62. | ▼ 210. | —    | 63.  | ▲ 54. | ▲ 34. | ▬ 34. | ▲ 21. | ▼ 44. |